# ونکنیتسا
ونکنیتسا (به لهستانی: Łęknica) یک شهر مرزی در لهستان است که در استان لوبوسکی واقع شده‌است.

## خصوصیات
ونکنیتسا ۱۶٫۴ کیلومترمربع مساحت و ۲٬۶۴۱ نفر جمعیت دارد.

## نگارخانه

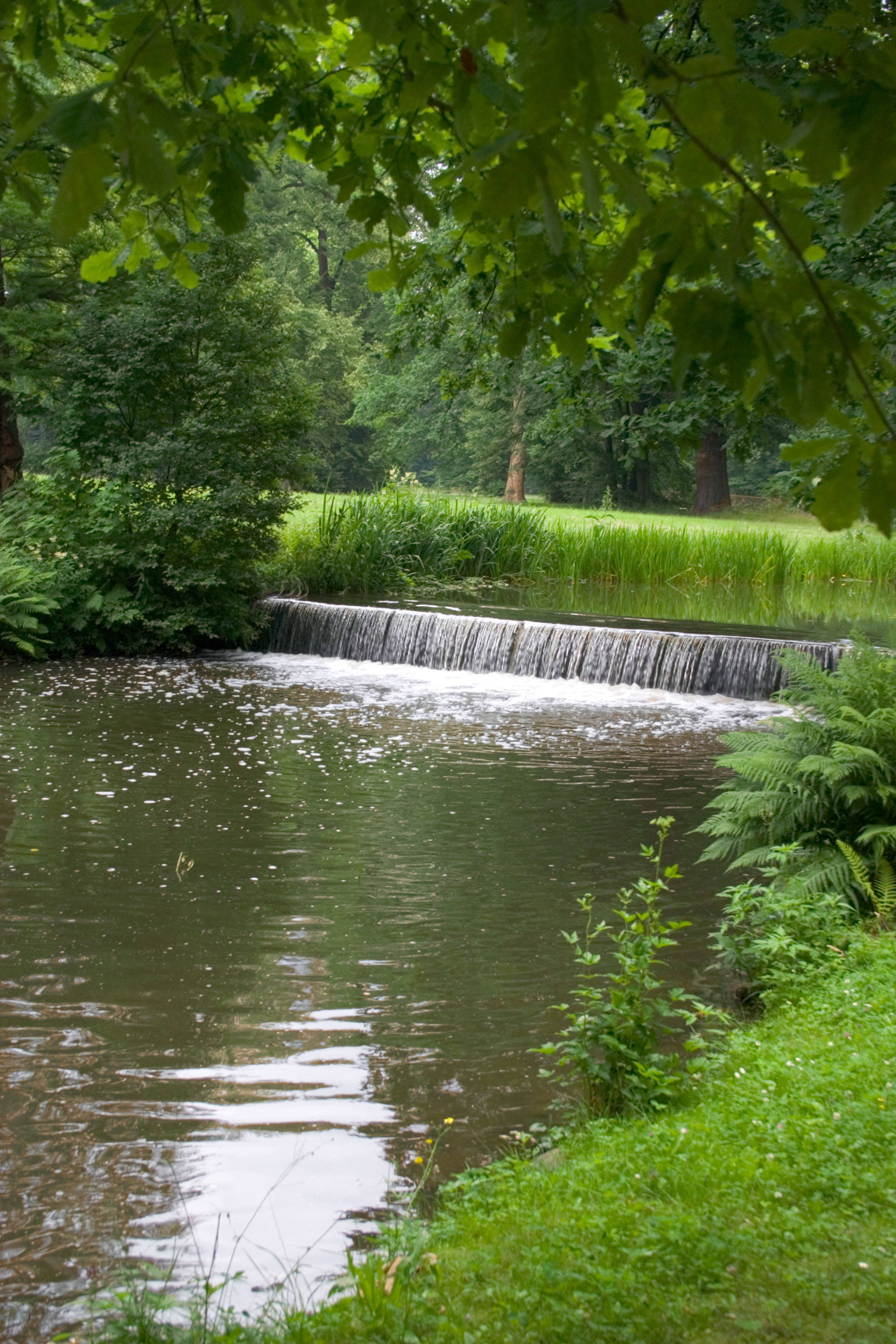
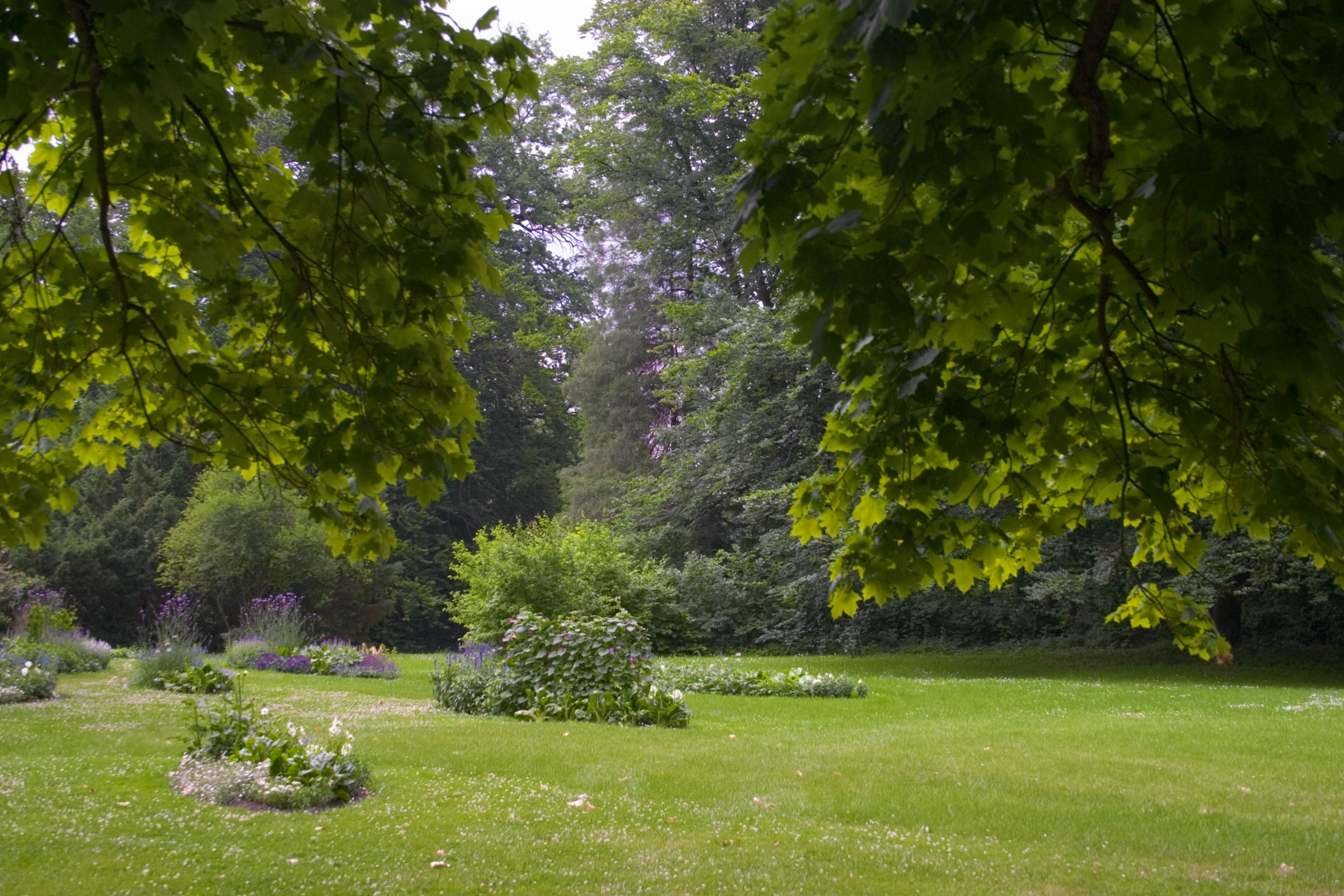
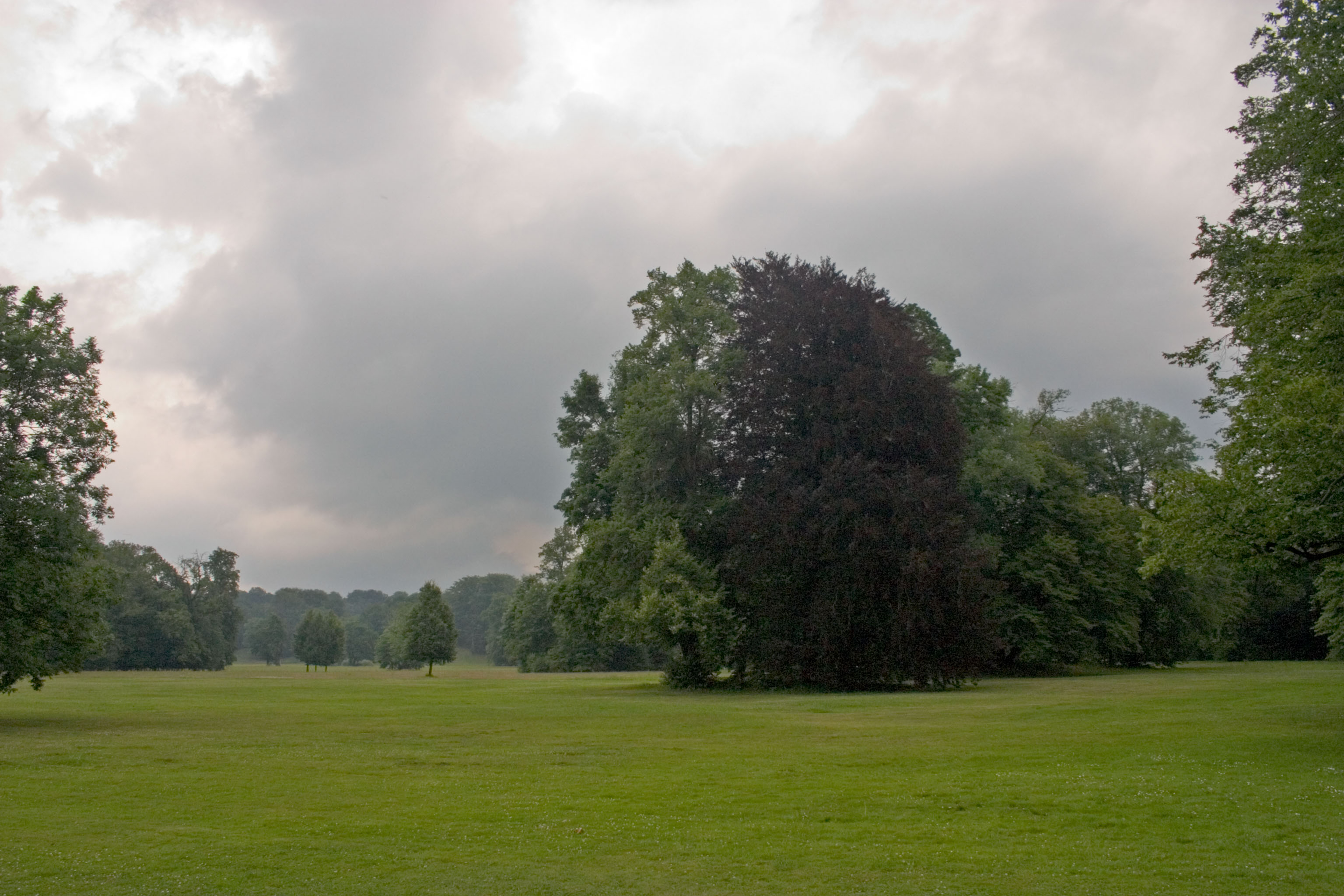
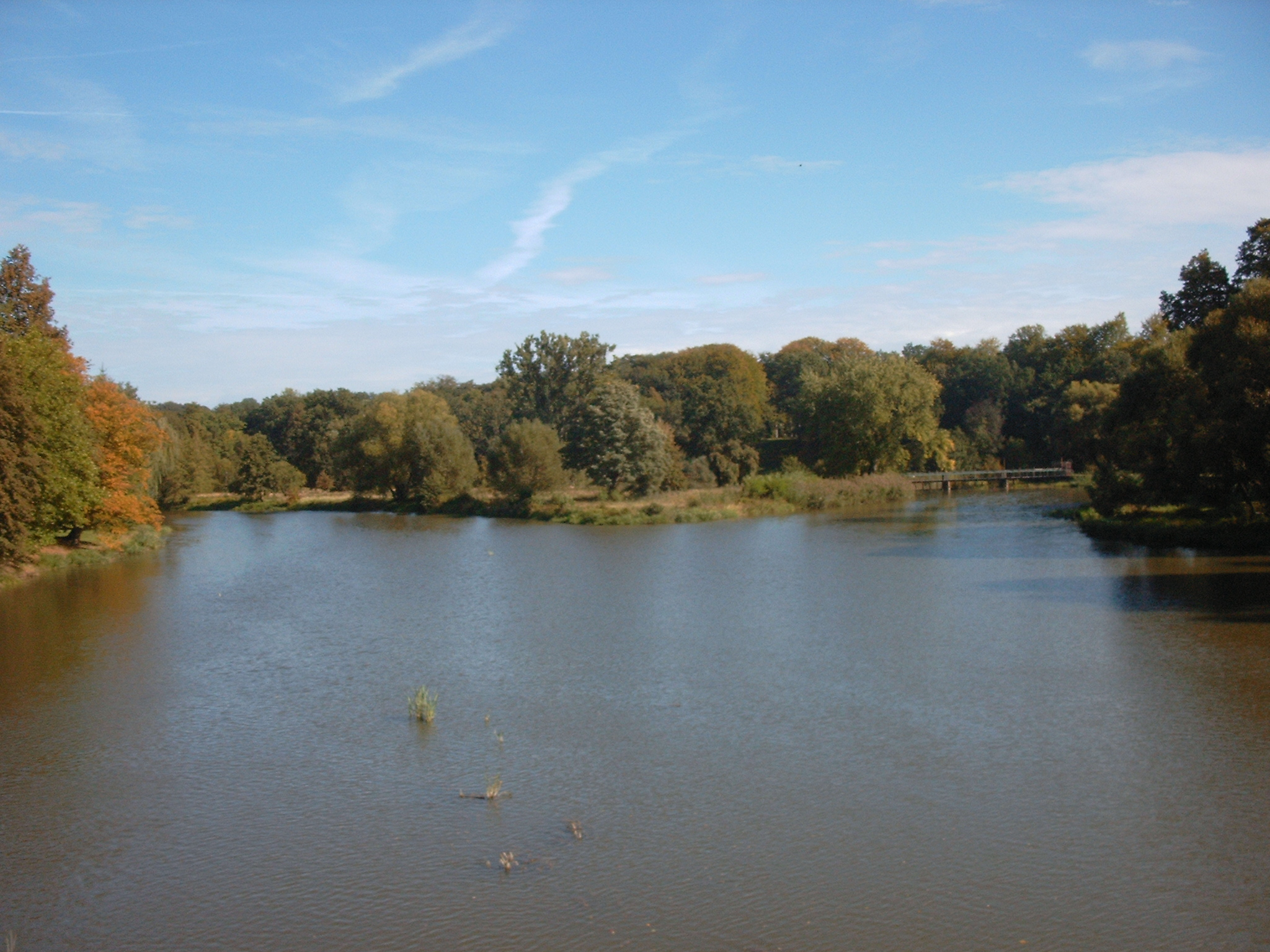
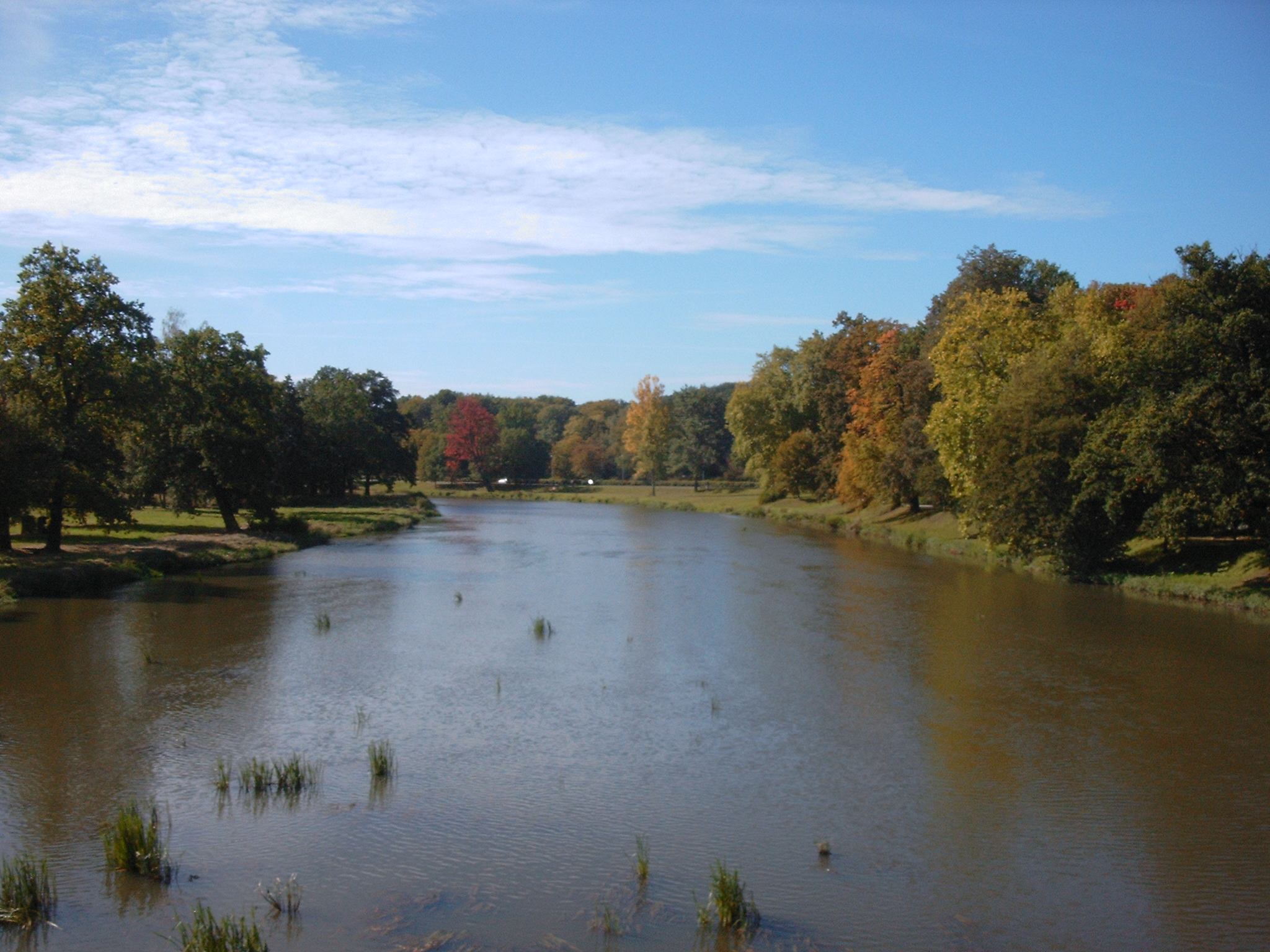